# Mycetophila veligera
Mycetophila veligera är en tvåvingeart som beskrevs av Freeman 1951. Mycetophila veligera ingår i släktet Mycetophila och familjen svampmyggor. Inga underarter finns listade i Catalogue of Life.